# Portal.fo
A portal.fo Feröer legnagyobb internetes hírportálja. Tulajdonosa az állami Føroya Tele távközlési vállalat, de a tartalom terén a Sosialurin című újsággal is együttműködik.
A portál híreken kívül számos egyéb szolgáltatást is nyújt (telefonkönyv, programajánló, álláshirdetések, webkamerák stb.). Több más domain is tartozik hozzá, például a sportal.fo (sporthírek), nummar.fo (telefonkönyv), illetve a planet.fo (zenei hírek).
A portál nyelve kizárólag a feröeri.

## Fordítás
- Ez a szócikk részben vagy egészben a portal.fo című német Wikipédia-szócikk ezen változatának fordításán alapul.  Az eredeti cikk szerkesztőit annak laptörténete sorolja fel. Ez a jelzés csupán a megfogalmazás eredetét és a szerzői jogokat jelzi, nem szolgál a cikkben szereplő információk forrásmegjelöléseként.